# Cherré (Maine i Loira)
Cherré és un municipi francès situat al departament de Maine i Loira i a la regió de País del Loira. L'any 2007 tenia 494 habitants.

## Demografia

### Població
El 2007 la població de fet de Cherré era de 494 persones. Hi havia 170 famílies de les quals 26 eren unipersonals (22 homes vivint sols i 4 dones vivint soles), 39 parelles sense fills, 83 parelles amb fills i 22 famílies monoparentals amb fills.
La població ha evolucionat segons el següent gràfic:
Habitants censats

### Habitatges
El 2007 hi havia 192 habitatges, 170 eren l'habitatge principal de la família, 11 eren segones residències i 11 estaven desocupats. 188 eren cases i 2 eren apartaments. Dels 170 habitatges principals, 121 estaven ocupats pels seus propietaris i 49 estaven llogats i ocupats pels llogaters; 3 tenien dues cambres, 19 en tenien tres, 39 en tenien quatre i 109 en tenien cinc o més. 132 habitatges disposaven pel capbaix d'una plaça de pàrquing. A 79 habitatges hi havia un automòbil i a 84 n'hi havia dos o més.

### Piràmide de població
La piràmide de població per edats i sexe el 2009 era:
| Homes | Edats   | Dones |
| ----- | ------- | ----- |
| 0     | 95 o +  | 0     |
| 0     | 90 a 94 | 0     |
| 4     | 85 a 89 | 8     |
| 0     | 80 a 84 | 0     |
| 4     | 75 a 79 | 0     |
| 4     | 70 a 74 | 8     |
| 8     | 65 a 69 | 4     |
| 4     | 60 a 64 | 8     |
| 16    | 55 a 59 | 8     |
| 8     | 50 a 54 | 0     |
| 16    | 45 a 49 | 16    |
| 12    | 40 a 44 | 8     |
| 20    | 35 a 39 | 8     |
| 12    | 30 a 34 | 12    |
| 28    | 25 a 29 | 20    |
| 8     | 20 a 24 | 20    |
| 0     | 15 a 19 | 12    |
| 12    | 10 a 14 | 4     |
| 12    | 5 a 9   | 0     |
| 24    | 0 a 4   | 12    |

## Economia
El 2007 la població en edat de treballar era de 320 persones, 238 eren actives i 82 eren inactives. De les 238 persones actives 212 estaven ocupades (122 homes i 90 dones) i 26 estaven aturades (16 homes i 10 dones). De les 82 persones inactives 20 estaven jubilades, 33 estaven estudiant i 29 estaven classificades com a «altres inactius».

### Ingressos
El 2009 a Cherré hi havia 189 unitats fiscals que integraven 548 persones, la mediana anual d'ingressos fiscals per persona era de 15.713 €.

### Activitats econòmiques
Dels 8 establiments que hi havia el 2007, 1 era d'una empresa de construcció, 4 d'empreses de comerç i reparació d'automòbils, 1 d'una empresa d'hostatgeria i restauració i 2 d'empreses de serveis.
L'únic servei als particulars que hi havia el 2009 era un electricista.
L'any 2000 a Cherré hi havia 20 explotacions agrícoles que ocupaven un total de 1.365 hectàrees.

## Equipaments sanitaris i escolars
El 2009 hi havia una escola elemental integrada dins d'un grup escolar amb les comunes properes formant una escola dispersa.

## Poblacions més properes
El següent diagrama mostra les poblacions més properes.